# 24-Stunden-Rennen von Daytona 1982

Skizze des Daytona International Speedway, das Rennen wurde auf dem kombinierten Oval- und Straßenkurs ausgetragen

Das 15. 24-Stunden-Rennen von Daytona, auch 20th Annual 24 Hour Pepsi Challenge, Daytona International Speedway, fand am 30. und 31. Januar 1982 auf dem Daytona International Speedway statt und war der erste Wertungslauf zur IMSA-GTP-Meisterschaft dieses Jahres.

## Das Rennen
Am ersten IMSA-GT-Meisterschaftslauf der Saison nahmen am Nachmittag des 30. Januar 79 Rennwagen der Klassen GTP/GTX, GTO und GTU das Rennen auf. Von der Pole-Position ging Bobby Rahal ins Rennen. Der US-Amerikaner erzielte im Training auf seinem March 82G eine Zeit von 1:43,891 Minuten.
Nach 24 Stunden Rennzeit wurden die beiden US-Amerikaner John Paul, Jr. und John Paul, sowie der Deutsche Rolf Stommelen als Sieger abgewunken.

## Ergebnisse

### Schlussklassement
| 1               | GTP/GTX | 18  | JLP Racing                  | John Paul, Jr. Rolf Stommelen John Paul                         | Porsche 935 JLP-3       | 719 |
| 2               | GTP/GTX | 5   | Bob Akin Motor Racing       | Bob Akin Craig Siebert Derek Bell                               | Porsche 935 K3/80       | 708 |
| 3               | GTP/GTX | 34  | Garretson Ent.              | Mauricio de Narváez Jeff Wood Bob Garretson                     | Porsche 935 K3/80       | 683 |
| 4               | GTO     | 77  | Mazda of North America      | Yoshimi Katayama Takashi Yorino Yōjirō Terada                   | Mazda RX-7              | 644 |
| 5               | GTO     | 05  | T&R Racing                  | Ernesto Soto Rene Rodriguez Tico Almeida                        | Porsche 911 Carrera RSR | 642 |
| 6               | GTU     | 98  | Kent Racing                 | Kathy Rude Lee Mueller Allan Moffat                             | Mazda RX-7              | 640 |
| 7               | GTU     | 92  | Kent Racing                 | Jim Mullen Walt Bohren Ron Grable                               | Mazda RX-7              | 632 |
| 8               | GTP/GTX | 26  | Auriga Racing               | Tom Nehl Tommy Riggins Nelson Silcox                            | Chevrolet Camaro        | 626 |
| 9               | GTO     | 24  | 901 Shop                    | Jack Refenning Ren Tilton Rusty Bond                            | Porsche 934             | 618 |
| 10              | GTU     | 38  | Mandeville Racing Ent.      | Roger Mandeville Amos Johnson Jeff Kline                        | Mazda RX-7              | 615 |
| 11              | GTO     | 36  | Herman & Miller P & A       | Paul Miller Pat Bedard Jürgen Barth                             | Porsche 924 Carrera GTR | 608 |
| 12              | GTO     | 37  | Kend Co. Ent.               | Dick Neland Ed Kuhel Nort Northam                               | Chevrolet Camaro        | 602 |
| 13              | GTP/GTX | 86  | Bayside Disposal Racing     | Hurley Haywood Bruce Leven Al Holbert                           | Porsche 935/80          | 598 |
| 14              | GTU     | 63  | Downing/Atlanta             | Tom Waugh Jim Downing John Maffucci                             | Mazda RX-7              | 590 |
| 15              | GTU     | 57  | Red Roof Inn                | Doug Carmean John O’Steen Ed Pimm                               | Mazda RX-7              | 584 |
| 16              | GTO     | 35  | W-S Ent.                    | M. L. Speer Ray Ratcliff Terry Wolters                          | Porsche 911 Carrera RSR | 583 |
| 17              | GTO     | 01  | Marketing Corp. of America  | John Morton Tom Klausler                                        | Ford Mustang            | 569 |
| 18              | GTU     | 66  | Dunham Trucking             | Jack Dunham Scott Smith, Jr. Scott Smith                        | Mazda RX-7              | 562 |
| 19              | GTO     | 58  | Brumos Racing               | Doc Bundy Jim Busby Manfred Schurti                             | Porsche 924 Carrera GTR | 558 |
| 20              | GTO     | 88  | Bob Beasley                 | Bob Beasley George Stone Jack Lewis                             | Porsche 911 Carrera RSR | 558 |
| 21              | GTP/GTX | 444 | Group 44                    | Bob Tullius Bill Adam Gordon Smiley                             | Jaguar XJS XJR-4        | 533 |
| 22              | GTO     | 72  | Carrera Motorsports         | Jean Kjoller Bob Nikel Grady Clay                               | Porsche 911 Carrera RSR | 529 |
| 23              | GTP/GTX | 6   | N.A.R.T.                    | Bob Wollek Edgar Dören Randy Lanier                             | Ferrari 512 BB/LM       | 523 |
| 24              | GTP/GTX | 9   | Garretson Ent.              | Bobby Rahal Bruce Canepa Jim Trueman                            | March 82G Chevrolet     | 514 |
| 25              | GTU     | 78  | Der Klaus Haus              | Scott Flanders Klaus Bitterauf Vicki Smith                      | Porsche 911             | 511 |
| 26              | GTO     | 54  | Montura Racing              | Tony Garcia Albert Naon Rob McFarlin                            | BMW M1                  | 475 |
| 27              | GTO     | 50  | Diego Febles Racing         | Diego Febles Tato Ferrer Chiqui Soldevilla                      | Porsche 911 Carrera RSR | 464 |
| 28              | GTO     | 80  | Herb Adams                  | Roger Mears Leonard Emanuelson Herb Adams                       | Pontiac Firebird        | 435 |
| 29              | GTO     | 84  | Scorpio Racing              | Enrique Molins („Jamsal“) Eduardo Barrientos Eduardo Galdamez   | Porsche 934             | 420 |
| 30              | GTO     | 4   | Oftedahl Racing             | Bob Raub Bob Leitzinger Art Pasmas                              | Pontiac Firebird        | 420 |
| 31              | GTP/GTX | 3   | Belcher Racing              | Danny Sullivan Gary Belcher Hubert Phipps                       | Rondeau M382            | 408 |
| 32              | GTP/GTX | 65  | Prancing Horse Farm Racing  | Rick Knoop Carson Baird Tom Pumpelly                            | Ferrari 512 BB/LM       | 377 |
| 33              | GTP/GTX | 51  | Meldeau Tire World          | Tom Juckette Mike Meldeau Bill McDill                           | Chevrolet Camaro        | 351 |
| 34              | GTP/GTX | 62  | Golden Eagle Racing         | Bill Koll Irv Hoerr Skeeter McKitterick                         | Rondeau M382            | 338 |
| 35              | GTU     | 30  | Case Racing                 | Russ Long Craig Case Ron Case                                   | Porsche 911             | 332 |
| 36              | GTO     | 02  | Marketing Corp. of America  | John Bauer Gary Pratt Milt Minter                               | Ford Mustang            | 321 |
| 37              | GTO     | 20  | AutoWest                    | Ron Hunter Richard Turner Duane Eitel                           | Mercury Capri           | 304 |
| 38              | GTP/GTX | 44  | Stratagraph                 | Billy Hagan Terry Labonte Gene Felton                           | Chevrolet Camaro        | 295 |
| 39              | GTO     | 29  | Oberdorfer Research         | Dave Heinz Peter Kirill Hoyt Overbagh                           | Chevrolet Monza         | 276 |
| 40              | GTO     | 21  | Crevier & Associates        | Joe Crevier Fred Stiff Dennis Wilson                            | BMW M1                  | 267 |
| 41              | GTU     | 42  | Gary Wonzer                 | Gary Wonzer Bill Bean Chuck Grantham                            | Porsche 911             | 261 |
| 42              | GTU     | 23  | Raytown Datsun/D. Preston   | Dick Davenport Frank Carney John McComb                         | Datsun 280ZX            | 247 |
| 43              | GTO     | 34  | Drolsom Racing              | George Drolsom Bill Johnson Werner Frank                        | Porsche 924 Carrera GTR | 238 |
| 44              | GTP/GTX | 10  | Oftedahl Racing             | Carl Shafer Joe Mooney Tony Brassfield                          | Chevrolet Camaro        | 231 |
| 45              | GTP/GTX | 09  | Thunderbird Swap Shop       | Preston Henn Desiré Wilson Marty Hinze                          | Porsche 935 K3/80       | 229 |
| 46              | GTO     | 49  | Copeman Racing              | Jerry Jolly Bob Copeman Tom Alan Marx                           | Porsche 911 Carrera RSR | 220 |
| 47              | GTU     | 83  | Zotz Garage                 | Harro Zitza John Belperche Doug Zitza                           | Porsche 914/6           | 213 |
| 48              | GTU     | 13  | Hallet Motor Racing Circuit | Anatoly Arutunoff José Marina                                   | Lancia Stratos HF       | 209 |
| 49              | GTU     | 27  | Scuderia Rosso              | Jim Fowells Ray Mummery John Carusso                            | Mazda RX-7              | 168 |
| 50              | GTO     | 43  | Bob Gregg Racing            | Bob Young Bob Gregg Ray McIntyre                                | Porsche 911 Carrera RSR | 161 |
| 51              | GTP/GTX | 7   | Cooke Racing                | Ralph Kent-Cooke Eppie Wietzes Jim Adams                        | Lola T600 Chevrolet     | 138 |
| 52              | GTO     | 67  | Levi’s Team Highball        | Les Delano Andy Petery Jeremy Nightingale                       | AMC Spirit AMX          | 137 |
| 53              | GTP/GTX | 70  | Genesis Racing              | Larry Chmura Jim Schofield Brent Regan                          | Chevron GTP             | 119 |
| 54              | GTU     | 08  | Portia Parlor               | Alan Howes Paul Nacthwey Oliver Jones                           | Porsche 911             | 103 |
| 55              | GTO     | 75  | Performance Plus Products   | Dale Kreider Keith Swope Peter Knab                             | Chevrolet Corvette      | 101 |
| 56              | GTO     | 07  | Heimrath Racing             | Ludwig Heimrath junior Ludwig Heimrath senior                   | Porsche 924 Carrera GTR | 91  |
| 57              | GTO     | 60  | Bob’s Speed Products        | Guy Church Tom Alan Marx Bob Lee                                | AMC AMX                 | 91  |
| 58              | GTO     | 15  | D. L. Performance           | Dave Panaccione Chip Mead John Graham                           | Porsche 911 Carrera RSR | 71  |
| 59              | GTO     | 73  | Wolf Engine                 | Clark Howey Dale Koch Tracy Wolf                                | Chevrolet Camaro        | 70  |
| 60              | GTP/GTX | 25  | Red Lobster Racing          | Dave Cowart Kenper Miller Charles Mendez                        | March 82G BMW           | 68  |
| 61              | GTP/GTX | 2   | John Fitzpatrick Racing     | John Fitzpatrick David Hobbs Wayne Baker                        | Porsche 935 K3/80       | 59  |
| 62              | GTP/GTX | 0   | Interscope Racing           | Ted Field Danny Ongais Bill Whittington                         | Porsche 935 K3/80       | 55  |
| 63              | GTO     | 89  | Herb Adams                  | Gary English Jerry Thompson David Price                         | Chevrolet Camaro        | 42  |
| 64              | GTU     | 87  | R. Sanchez Racing           | Armando Ramirez Steve Cook Bill Cooper                          | Mazda RX-7              | 26  |
| 65              | GTO     | 89  | Promo. Ltd./Whitehall Cap.  | Bob Bergstrom Tom Winters Robert Overby                         | Porsche 924 Carrera GTR | 12  |
| 66              | GTO     | 41  | Starved Rock Ledge          | Rusty Schmidt Scott Schmidt Kerry Hitt                          | Chevrolet Corvette      | 9   |
| 67              | GTU     | 52  | Ours & Hours Racing         | Jack Swanson Fred Snow Tom Cripe                                | Porsche 911             | 2   |
| 68              | GTO     | 11  | Kendall Racing              | Dennis Aase Chuck Kendall John Hotchkis                         | BMW M1                  | 1   |
| 69              | GTP/GTX | 1   | Tide Racing                 | Bernard de Dryver Tom Davis                                     | Ferrari 512 BB/LM       | 1   |
| Nicht gestartet |         |     |                             |                                                                 |                         |     |
| 70              | GTP/GTX | 00  | Interscope Racing           | Bill Whittington Ted Field                                      | Porsche 935 K3/80       | 1   |
| 71              | GTO     | 03  | Angelo Pallavicini          | Angelo Pallavicini Neil Crang John Sheldon                      | Porsche 934             | 2   |
| 72              | GTO     | 04  | T&R Racing                  | Miguel Morejon Tico Almeida Ernesto Soto                        | Porsche 911 Carrera RSR | 3   |
| 73              | GTO     | 06  | Advanced Composites         | Kerry Hitt                                                      | Chevrolet Corvette      | 4   |
| 74              | GTP/GTX | 8   | JLP Racing                  | John Paul John Paul, Jr. Rolf Stommelen                         | Porsche 935 JLP-2       | 5   |
| 75              | GTO     | 16  | Steve Fitzpatrick           | Steve Fitzpatrick David Boggs Randy Renfrow                     | Ford Mustang            | 6   |
| 76              | GTO     | 17  | Dingman Brothers Racing     | Roger Bighouse Billy Billy Dingman                              | Chevrolet Corvette      | 7   |
| 77              | GTO     | 19  | Van Every Racing            | Lance Van Every Ash Tisdelle                                    | Porsche 911 Carrera RSR | 8   |
| 78              | GTU     | 28  | Morgan Performance Group    | Fred Stiff Charles Morgan                                       | Datsun 280ZX            | 9   |
| 79              | GTO     | 33  | Al Bacon                    | Al Bacon John Ashford John Humphreys                            | Porsche 911 Carrera RSR | 10  |
| 80              | GTO     | 39  | Motion Plus                 | Rick Kump Glenn Worthington Vinnie Hollar                       | Chevrolet Camaro        | 11  |
| 81              | GTO     | 40  | Deacon Racing               | Rudy Bartling David Deacon Mike Freberg                         | BMW M1                  | 12  |
| 82              | GTO     | 53  | Nemtex                      | Francisco Miguel („Fomfor“) Guillermo Valiente Wenseslao Kreysa | BMW 3.0 CSL             | 13  |
| 83              | GTO     | 64  | Canada Racing               | C. C. Canada Harry Cochran Boyd Franklin                        | Chevrolet Camaro        | 14  |
| 84              | GTP/GTX | 71  | Maverick Racing             | David Goodell Clifford Johnson                                  | Porsche 935             | 15  |
| 85              | GTP/GTX | 74  | Mark Wagoner                | Del Russo Taylor Bob Arego Wayne Dassinger                      | Chevron GTP             | 16  |
| 86              | GTU     | 81  | Trinity Racing              | Steve Dietrich Tom Blackaller Bruce Qvale                       | Mazda RX-7              | 17  |
| 87              | GTU     | 82  | Trinity Racing              | Jim Cook John Casey                                             | Mazda RX-7              | 18  |
| 88              | GTU     | 93  | Uli Bieri                   | Uli Bieri Richard Stevens Rick Bye                              | Porsche 911             | 19  |
| 89              | GTP/GTX | 97  | Cummings Marque             | Don Cummings Ed Justis                                          | Chevrolet Monza         | 20  |
| 90              | GTO     | 99  | Key Mud Co.                 | Joe Cogbill Randy Lanier Mike Gassaway                          | Chevrolet Camaro        | 21  |

1 nicht gestartet
2 nicht gestartet
3 nicht gestartet
4 nicht gestartet
5 nicht gestartet
6 nicht gestartet (Motor)
7 nicht gestartet
8 nicht gestartet (Motor)
9 nicht gestartet
10 nicht gestartet
11 nicht gestartet
12 nicht gestartet
13 nicht gestartet (Rad)
14 nicht gestartet (Motor)
15 nicht gestartet
16 nicht gestartet
17 nicht gestartet
18 nicht gestartet
19 nicht gestartet
20 nicht gestartet
21 nicht gestartet

### Nur in der Meldeliste
Hier finden sich Teams, Fahrer und Fahrzeuge, die ursprünglich für das Rennen gemeldet waren, aber aus den unterschiedlichsten Gründen daran nicht teilnahmen.
| Pos. | Klasse  | Nr. | Team                  | Fahrer                                 | Chassis               |
| ---- | ------- | --- | --------------------- | -------------------------------------- | --------------------- |
| 91   | GTP/GTX | 3   | Jolly Club            | Carlo Facetti Martino Finotto          | Ferrari 308 GTB Turbo |
| 92   | GTO     | 10  | Oftedahl Racing       | Bob Raub Bob Leitzinger                | Pontiac Firebird      |
| 93   | GTP/GTX | 22  | Ed Matthews           | Ed Matthews Dick Ferguson Bob Rutledge | Porsche 935           |
| 94   | GTP/GTX | 48  | Tom Davis             | Claude Ballot-Léna Jean-Claude Andruet | Ferrari 512 BB/LM     |
| 95   | GTP/GTX | 69  | J.L. & M. Enterprises |                                        | Porsche 935           |
| 96   | GTO     | 90  | Bill Nelson           | Bill Nelson Lojza Vosta                | Pontiac Firebird      |

### Klassensieger
| Klasse  | Fahrer           | Fahrer         | Fahrer        | Fahrzeug          | Platzierung im Gesamtklassement |
| ------- | ---------------- | -------------- | ------------- | ----------------- | ------------------------------- |
| GTP/GTX | John Paul, Jr.   | Rolf Stommelen | John Paul     | Porsche 935 JLP-3 | Gesamtsieg                      |
| GTO     | Yoshimi Katayama | Takashi Yorino | Yojiro Terada | Mazda RX-7        | Rang 4                          |
| GTU     | Lee Mueller      | Kathy Rude     | Allan Moffat  | Mazda RX-7        | Rang 6                          |

### Renndaten
- Gemeldet: 96
- Gestartet: 69
- Gewertet: unbekannt
- Rennklassen: 3
- Zuschauer: 50.000
- Wetter am Renntag: warm und trocken
- Streckenlänge: 6,180 km
- Fahrzeit des Siegerteams: 24:03:05,301 Stunden
- Gesamtrunden des Siegerteams: 719
- Gesamtdistanz des Siegerteams: 4443,334 km
- Siegerschnitt: 184,743 km/h
- Pole Position: Bobby Rahal – March 82G (#9) – 1:43,891 = 257,700 km/h
- Schnellste Rennrunde: Hurley Haywood – Porsche 935/80 (#86) 1:49,800 = 202,6196 km/h
- Rennserie: 1. Lauf zur IMSA-GTP-Serie 1982